# Zeggesatijnzwam
De zeggesatijnzwam (Entoloma albotomentosum) is een schimmel behorend tot de familie Entolomataceae. Hij leeft saprotroof op (half) vergaan blad en stengels van zegge (Carex) in moerassen.

## Kenmerken
De hoed heeft een diameter tot 2,5 cm. De lamellen staan wijd uit elkaar. De lamelkleur is eerst wit dan roze van de sporen en lopen vaak iets af op de steel. De steel is centraal geplaatst, maar vaker ook excentrisch of lateraal, of kan in het geheel ontbreken, waardoor het paddenstoeltje lijkt op een oorzwammetje.

## Verspreiding
In Nederland komt de zeggesatijnzwam zeldzaam voor. Hij staat op de rode lijst in de categorie Kwetsbaar.